# 스키오

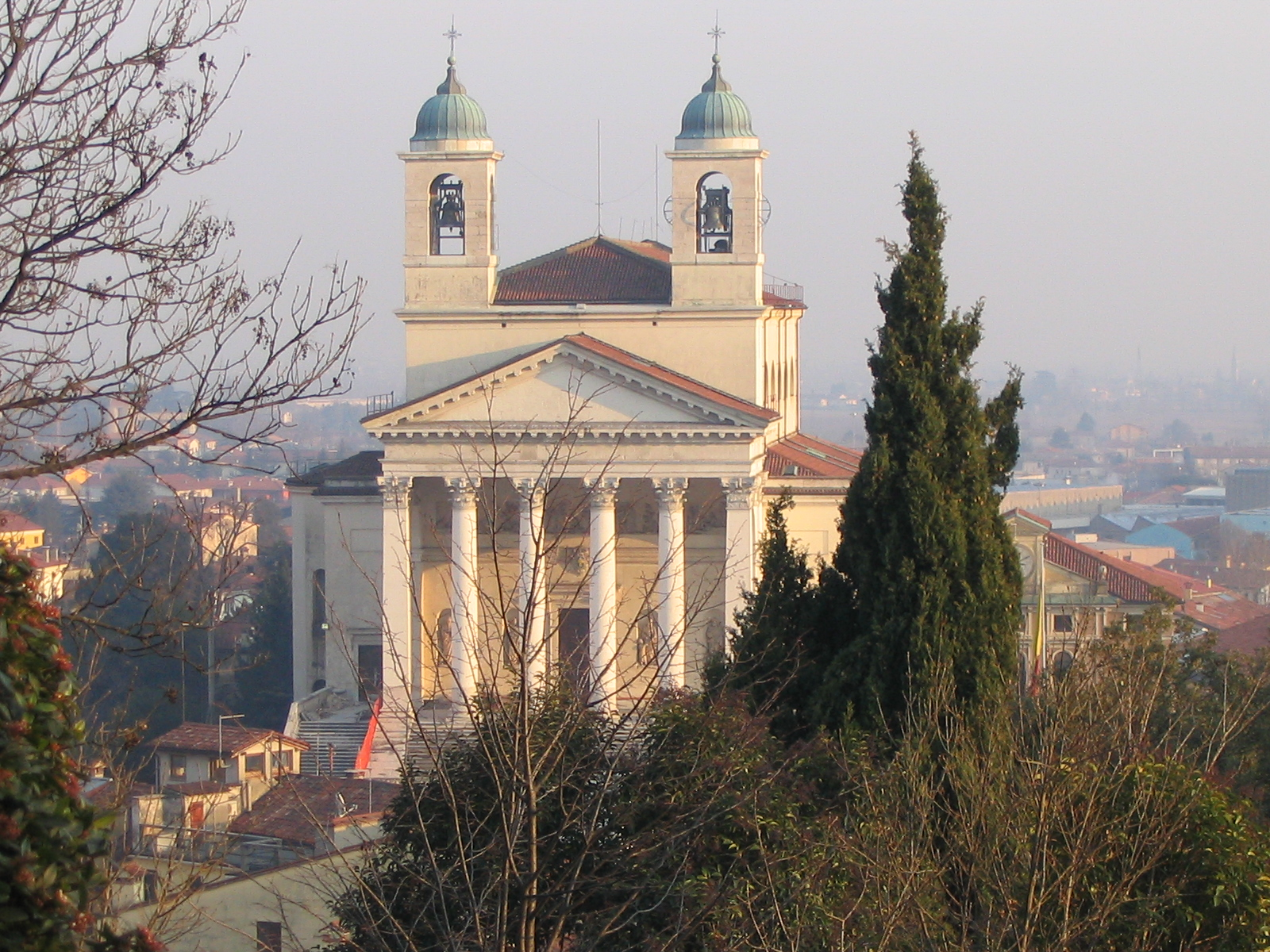
스키오 성당

스키오(이탈리아어: Schio)는 이탈리아 베네토주 비첸차도에 위치한 코무네로 면적은 67km2, 높이는 200m, 인구는 39,688명(2011년 12월 31일 기준)이다.

## 자매 도시
- 독일 란츠후트
- 헝가리 커포슈바르
- 룩셈부르크 페탕주